# Tagesschau.de

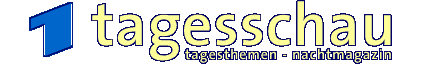
Logo von tagesschau.de (1996)

tagesschau.de ist das zentrale Nachrichtenportal der ARD. Während die im August 1996 veröffentlichte Seite früher vorwiegend  Hintergrundinformationen zu den Fernsehsendungen von ARD-aktuell – etwa Tagesschau und Tagesthemen – bot, ist sie heute ein eigenständiges Medienangebot. Die Redaktion besteht aus rund 20 Redakteuren. Seit Juli 2018 ist Juliane Leopold Redaktionsleiterin (Chefredakteurin Digitales). Die Redaktion ist Teil von ARD-aktuell.

## Konzept

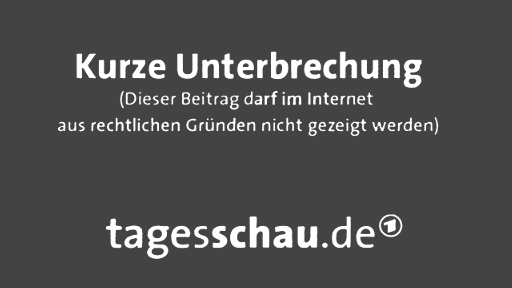
Tagesschauunterbrechung aus rechtlichen Gründen

tagesschau.de gehört zu ARD-aktuell, der zentralen Nachrichtenredaktion der ARD mit Sitz beim Norddeutschen Rundfunk in Hamburg, wo auch die Tagesschau, die Tagesthemen und der Nachrichtenkanal Tagesschau24 entsteht. Die Website liefert rund um die Uhr einen Überblick über die aktuelle Nachrichtenlage, ergänzt um Hintergrundinformationen. Die Redaktion stützt sich dabei auf das umfangreiche Netzwerk von ARD-Korrespondenten im Inland und der ARD-Auslandsstudios. Das Angebot umfasst neben Texten auch Fernseh- und Hörfunkbeiträge. Einige der ARD-Auslandsstudios hatten eigene Videoblogs auf tagesschau.de, in denen die Korrespondenten Besonderheiten der einzelnen Gebiete vorstellten, in denen die Studios ihren Sitz haben. Daneben gibt es ein umfangreiches Archiv mit der Möglichkeit, vergangene Fernsehausstrahlungen von Tagesschau, Tagesthemen und anderen ARD-Nachrichtensendungen herunterzuladen.
Seit Ende 2010 werden die Inhalte auch über die Tagesschau-App für Smartphones angeboten.

## Beschränkung der Inhalte
Die Website ist von den Anforderungen des Rundfunkstaatsvertrages betroffen, die eine Entfernung von Inhalten vorsieht, damit der Dienst einem zeitlich begrenzten Informationsangebot – ähnlich dem Rundfunk – gleichgestellt werden kann. Die Angebotsbeschreibung des ARD-Nachrichtenangebotes tagesschau.de beispielsweise sieht im Drei-Stufen-Test folgende Verweildauern für ihre Beiträge vor:

„Sendungen von ARD-aktuell werden in der Regel nach sieben Tagen depubliziert, Sendungsbeiträge und andere audiovisuelle Inhalte können zwölf Monate auf tagesschau.de verbleiben (davon ausgenommen sind die Chroniken der 20-Uhr-Ausgabe der ‚Tagesschau‘, der ‚Tagesthemen‘ und des ARD-Jahresrückblicks, die unbegrenzt im Archiv verbleiben […]). Vorhandene Sendungen, Sendungsbeiträge und andere audiovisuelle Inhalte werden wieder eingestellt, wenn es in Verbindung mit einem Ereignis oder einer Berichterstattung bzw. der Wiederholung im linearen Programm dafür einen redaktionellen Bedarf gibt.“

Gemäß dieser Fassung der Angebotsbeschreibung, die der zuständige NDR-Rundfunkrat im Drei-Stufen-Test beschloss, nachdem zuvor auf „Empfehlung der Ausschüsse […] Änderungen der Konzepte tagesschau.de und eins-extra.de vorgenommen“ worden waren, depublizierte die tagesschau.de-Redaktion diejenigen Bestandteile des Online-Angebots, die ihre veranschlagten Verweildauern überschritten hatten. Bereits zum 1. Juni 2009 waren die ersten ARD-Online-Angebote aus dem Internet entfernt worden, da diese den zu diesem Termin in Kraft getretenen Kriterien des 12. RÄStV widersprachen.